# Asmea mullerensis
Espèce
Asmea mullerensis est une espèce d'araignées aranéomorphes de la famille des Stiphidiidae.

## Distribution
Cette espèce est endémique de la province de Hela en Papouasie-Nouvelle-Guinée,.

## Description
Le mâle holotype mesure 6,58 mm.

## Étymologie
Son nom d'espèce, composé de muller et du suffixe latin -ensis, « qui vit dans, qui habite », lui a été donné en référence au lieu de sa découverte, les monts Muller.

## Publication originale
- Gray & Smith, 2008 : A new subfamily of spiders with grate-shaped tapeta from Australia and Papua New Guinea (Araneae: Stiphidiidae: Borralinae). Records of the Australian Museum, vol. 60, p. 13-44 (texte intégral).